# Ponikve, Dobrepolje
Ponikve este o localitate din comuna Dobrepolje, Slovenia, cu o populație de 409 locuitori.